# Alfons II. Asturijski
Alfons II. Asturijski, nazivan još i Alfons Čedni (šp.: El Casto) bio je kralj Asturije od 791. do svoje smrti, 842. godine. 

## Biografija
Rodio se u Oviedu kao sin asturijskog kralja Fruele I. i Baskinje po imenu Munia. Nakon očeve smrti se o njemu brinula tetka Adosinda, a za vrijeme vladavine njenog muža Sile je služio kao majordom. Nakon Silove smrti 783. godine, Adosindine su ga pristaše proglasile kraljem, ali su asturijski magnati kao kralja izabrali Mauregata. Alfons je zbog toga morao bježati u Alavu kod majčine rodbine. Kada je godine 791. Mauregatov nasljednik Bermudo I. poražen u borbi s Arapima, odlučio je abdicirati u korist Alfonsa koji je prijestolje preuzeo 14. rujna iste godine.
Iako je Alfons na prijestolju proveo više od pola stoljeća, o njegovoj vladavini ima relativno malo podataka. Na samom početku je vodio uspješne borbe protiv Arapa te svom kraljevstvu 798. pripojio Lisabon. Godine 825. je nanio težak poraz Arapima te pripojio svom kraljevstvu značajne dijelove Galicije, Leóna i Kastilje.
790-ih je u nekoliko navrata poslao izaslanstva u Aachen, na dvor franačkog kralja Karla Velikog. Svrha tih misija nije poznata, ali povjesničari pretpostavljaju da je tražio franačku podršku u borbi protiv Arapa.
Za vrijeme vladavine je asturijsku prijestolnicu preselio iz Pravije u Oviedo.
Navodi se da je upravo za vrijeme njegove vladavine pronađeno tijelo Svetog Jakova u Composteli, te da je upravo Alfons bio prvi hodočasnik.